# Vivere tutte le vite
Vivere tutte le vite è un singolo della cantante italiana Elisa, pubblicato il 3 maggio 2019 come quarto estratto dal decimo album in studio Diari aperti.

## Descrizione
Il singolo, scritto insieme alla cantautrice Federica Abbate, ha visto anche la collaborazione del rapper italiano Carl Brave. La versione originale del brano, interpretata dalla sola Elisa, è presente nella prima versione dell'album. La cantante ha descritto il brano in un'intervista al Vanity Fair:

## Accoglienza
Recensendo l'album per All Music Italia, Fabio Fiume ha apprezzato la «chitarra alla Jason Mraz che accompagna fino ad un inciso scanzonato» in cui si presentano «sovrapposizioni vocali e coretti di sottofondo che fanno tanto anni 60». Mattia Barro di Rolling Stone Italia non lo definisce tra i brani più innovativi dell'album poiché risulta «meno intrigante per il suo strizzare l’occhio ad un periodo un po’ superato dell’indie italiano».

## Video musicale
l video musicale ufficiale del brano è stato pubblicato il 13 giugno 2019 sul canale YouTube ufficiale della cantante. Il video, diretto dal duo YouNuts! (Niccolò Celaia e Antonio Usbergo), è stato registrato a Roma, tra i quartieri del Trastevere e Garbatella.

## Tracce
Testi e musiche di Elisa, Carl Brave, Federica Abbate, Mattia Castagna.
1. Vivere tutte le vite (feat. Carl Brave) – 3:47

## Successo commerciale
In Italia è stato il 30º singolo più trasmesso dalle radio nel 2019.

## Classifiche
| Classifica (2019) | Posizione massima |
| ----------------- | ----------------- |
| Italia            | 22                |

### Classifiche di fine anno
| Classifica (2019) | Posizione |
| ----------------- | --------- |
| Italia            | 60        |